# Taboo (canción de Christabelle Borg)
«Taboo» es una canción interpretada por la cantante maltesa Christabelle Borg. El tema representará a Malta en el Festival de la Canción de Eurovisión 2018. La canción fue compuesta por Johnny Sanchez, Thomas G:son, la propia Christabelle Borg y Muxu.

## Festival de la Canción de Eurovisión 2018
El 4 de febrero, Christabelle Borg fue proclamada como representante maltesa en el Festival de la Canción de Eurovisión 2018 tras ganar el Malta Eurovision Song Contest 2018, la selección nacional de la televisión de Malta para el Festival de Eurovisión.
Días antes, el 29 de enero, fue decidido mediante sorteo que Malta participará en la segunda parte de la segunda semifinal del Festival de la Canción de Eurovisión 2018, que tendrá lugar el 10 de mayo en Lisboa, Portugal.